# سمان ياباني
السمان الياباني (الاسم العلمي: Coturnix japonica) (بالإنجليزية: Japanese Quail)‏ هو أحد أنواع طيور سمان العالم القديم وجدت في شرق آسيا.